# 绍塞讷
绍塞讷（法語：Chaucenne，法語發音：[ʃosɛn]）是法国杜省的一个市镇，属于贝桑松区。

## 地理
绍塞讷（47°17'5"N, 5°53'52"E）面积4.88 平方千米，位于法国勃艮第-弗朗什-孔泰大區杜省，该省份为法国东部内陆省份，北起上索恩省，西接汝拉省，东部及东南部与瑞士接壤，东北部与贝尔福地区省接壤。
与绍塞讷接壤的市镇（或旧市镇、城区）包括：蒙克莱、努瓦龙特、珀卢塞、普耶莱维涅。

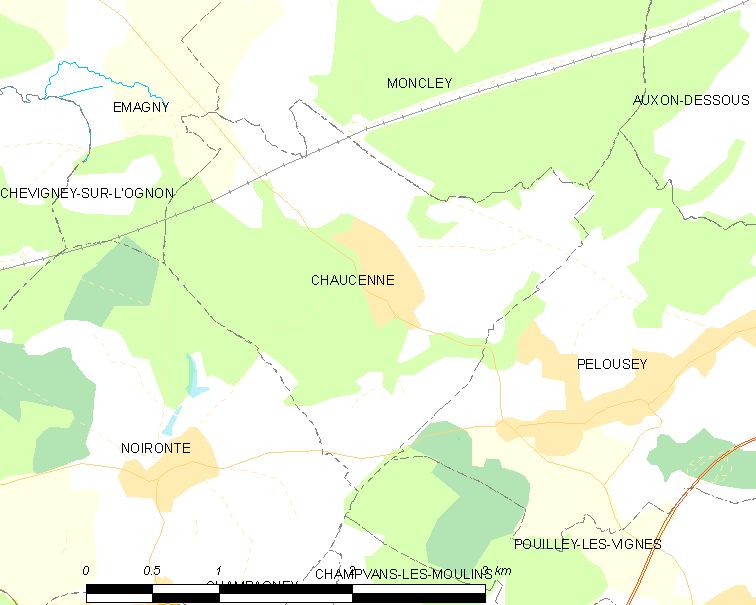
绍塞讷的OSM定位图

绍塞讷的时区为UTC+01:00、UTC+02:00（夏令时）。

## 行政
绍塞讷的邮政编码为25170，INSEE市镇编码为25136。

## 政治
绍塞讷所属的省级选区为贝桑松第二县。

## 人口

1962-2008年间绍塞讷人口变化图示

绍塞讷于2022年1月1日时的人口数量为513人。